# Kea
|  | Per a altres significats, vegeu « Associació Catalana d'Esperanto». |

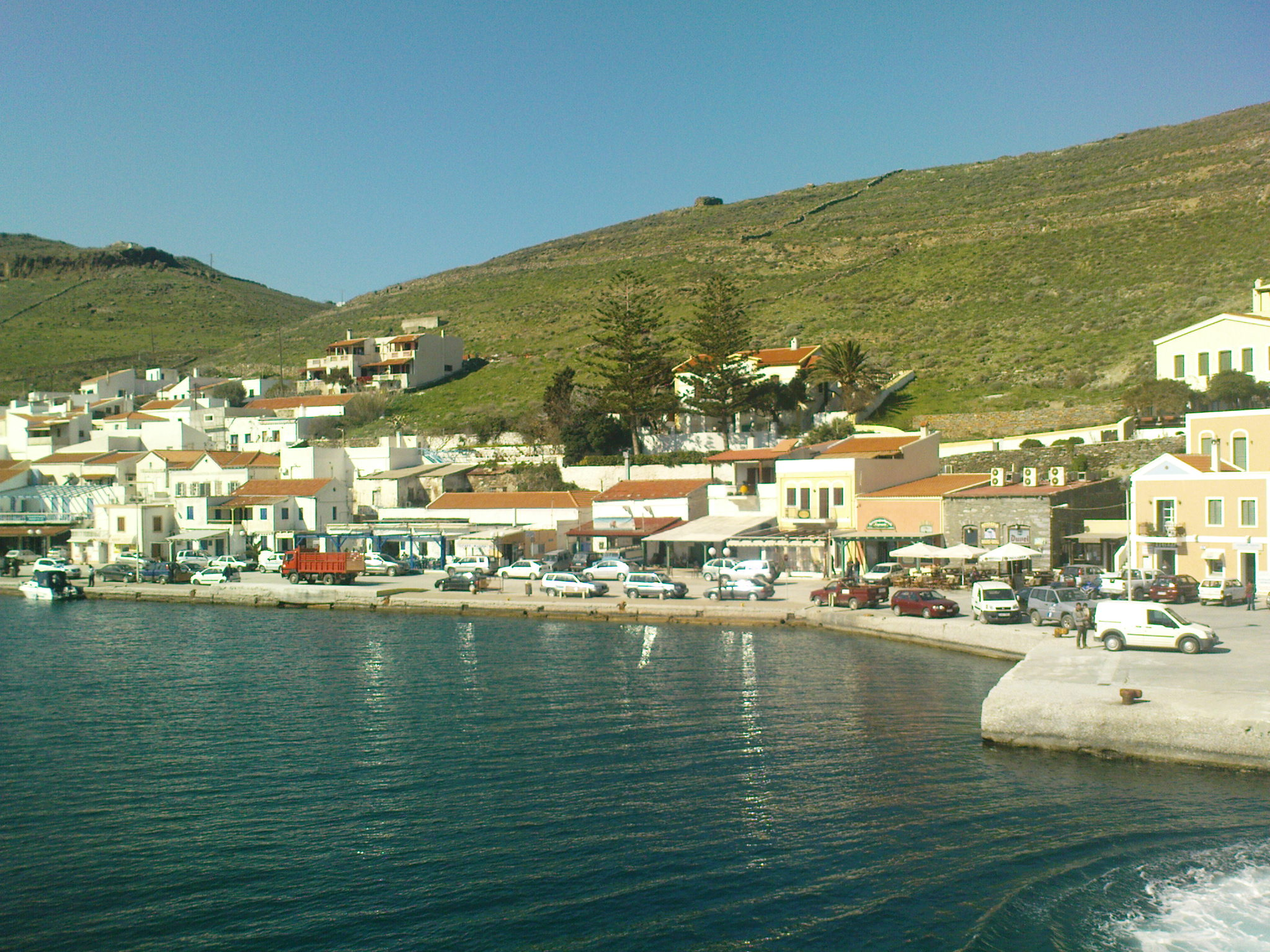
Port de Kea.

Kea (grec: Κέα; ocasionalment també és usada la variant més popular Τζια, Tzia), a l'antiguitat anomenada Ceos (grec antic: Κέως, Keos), és una illa grega que pertany al grup de les Cíclades; és la més pròxima a Atenes de les illes d'aquest arxipèlag. Té una població d'uns 2.000 habitants i una extensió de 160 km².

## Geografia
És l'illa de les Cíclades més pròxima a la península de l'Àtica, situada a uns 20 km del Cap Súnion.
El terreny està replet de turons, amb una altura màxima de 517 metres. Fa 19 km de llarg, de nord a sud, i 9 km d'est a oest.
La capital és Iulis, situada a l'interior de l'illa, i que rep el nom de l'antiga polis; anteriorment era anomenada simplement Kea o, localment, Khora (grec: Χώρα, 'capital'). Està situada uns quilòmetres més amunt del port principal, Corèssia, que connecta l'illa amb l'Àtica i amb les altres Cíclades. Els monestirs d'Hàgia Anna i de Dafni, a Iulis, avui en ruïnes, foren construïts per Sant Filoteu per protegir les dones d'Atenes dels turcs.
Al nord de l'illa hi ha l'antic port d'Otziàs, vora el cap Sant Nicolau (Agios Nikolaos). A l'extrem sud hi ha el cap Tàmelos, al nord-est hi ha el cap de Spathí, i a l'oest el cap Iakroprounda. Entre Otziàs i Spathí, situat sobre un penyal de la costa nord-est, hi ha el monestir de Panàgia Kastriani, que pren el nom del turó de Kastrí i té dues esglésies, una del segle xviii i una de moderna (dedicada a Santa Maria). L'illa de Makrónisos, al nord-oest, també pertany al municipi de Kea. També hi ha un important museu arqueològic.

## Història

### Antiguitat
Segons el mite, inicialment havia estat poblada de nimfes, que abandonaren l'illa atemorides per la presència d'un lleó i es traslladaren a Carist, situat davant Ceos, a la costa d'Eubea. Durant aquest període, l'illa hauria rebut el nom d'Hidrussa. El mite d'Aconci, narrat per Cal·límac, també se situa a l'illa de Ceos.
En època històrica, els habitants de Ceos eren de raça jònia, i es deia que havien arribat procedents de Naupacte o, segons la tradició més estesa, d'Atenes. L'illa va combatre al costat d'Atenes a les batalles d'Artemísion i Salamina, i posteriorment ingressà a la Lliga de Delos. Els atenesos confiscaren les mines de l'illa, i començà un conflicte polític per alliberar-se de la submissió als atenesos.
A l'illa hi havia quatre polis independents: Iulis, Cartea, Corèsia, i Peessa. A final del segle v aC, les quatre ciutats s'organitzaren en una federació de polis a efectes de política exterior, però mantengueren la seva independència. La més important de totes quatre era Iulis, i probablement era la capital de la federació. Actualment, a l'actual Iulis es poden contemplar restes de l'antiga ciutat, i a 1,5 km es conserva un lleó colossal esculpit a la roca. Les lleis de Iulis foren proverbialment considerades com a sinònim d'institucions excel·lents, i eren relacionades amb la moral i la manera de viure dels ciutadans. Hi varen néixer els poetes lírics Baquílides i Simònides, el sofista Pròdic, el metge Erasístrat i el filòsof peripatètic Aristó. Al segle iv aC, Iulis absorbí Corèsia, que es tornà a independitzar el segle iii aC, però més endavant tornà a caure sota el seu domini. Posteriorment, al segle i aC, Peessa fou absorbida per Cartea.
Durant l'era hel·lenística va estar en mans de tirans, i vers la fi del segle iii aC va caure en mans dels làgides d'Egipte. Quan aquests la van abandonar, va passar aviat a la Lliga Etòlia, als macedonis (segle ii aC) i a Rodes (després del 168 aC), i finalment amb aquesta a Roma.
Al segle iv, Cartea fou destruïda per un terratrèmol, que a més va ensorrar l'economia insular, llavors ja prou feble per la crisi imperial.

### Edat mitjana
Va pertànyer a l'Imperi Romà d'Orient, durant el domini del qual es van construir moltes esglésies i tota l'illa va prosperar força. El 1204, amb la caiguda de Constantinoble, Miquel Coniata es va refugiar a l'illa, al monestir de Pròdomos, on va restar fins a la seva mort. Aquell mateix any, finalitzada la Quarta Croada, l'illa va passar a estar sota el control de Venècia.
Va ser reconquerida per l'Imperi Romà d'Orient el 1278, però els venecians la varen recuperar el 1296. El senyor venecià Michelis va fundar el castell a la vila principal, al lloc de l'antiga Iulis. El port es va convertir en un niu de pirates, i al voltant del 1470 no restaven més de 200 persones a l'illa.

### Imperi otomà
El 1527 fou ocupada pels turcs; aquests no s'hi van establir mai, però a finals del segle xvi van repoblar l'illa amb albanesos. En aquells temps fou refugi de molts religiosos i intel·lectuals, fins que el 1668 els turcs van assolar l'illa com a càstig per alinear-se amb els venecians. Malgrat aquest fet, poc després els habitants van rebre drets del soldà i la població va créixer, arribant al final del segle xvii a 3.000 persones.
El 1770 i fins al 1774 fou ocupada per Rússia, que va destruir alguns monuments. Durant la guerra entre Rússia i Turquia del 1787 al 1792, Lambros Katsonis va usar el port com a base d'operacions contra els turcs; com a revenja, aquests van atacar l'illa fent una gran massacre durant la qual el bisbe fou penjat.

### Modernitat
El 1821 el bisbe local Nikothimos Roussos va cridar a la rebel·lió i el sacerdot Athanasios Homatianos la va dirigir. L'arribada de dos mil refugiats salvats de les matances de Quios va portar una epidèmia i Sant Kharalambos suposadament va salvar l'illa d'aquesta plaga el 1823, convertint-se en el patró de l'illa. El 1830 fou reconeguda part integrant del nou estat grec.
El 1837 l'illa tenia uns 3.000 habitants. El seu producte principal al segle xix era l'aglà anomenat de Valònia (Quercus Aegilops), que era exportada en grans quantitats. El 1927 Ioannis Gleoudis va construir la primera indústria al port de Corèssia. En els anys 70 alguns artistes van descobrir l'illa, cosa que va atreure el turisme dels atenesos. Avui en dia la seva riquesa principal és el turisme, encara poc desenvolupat.

## Galeria de fotos

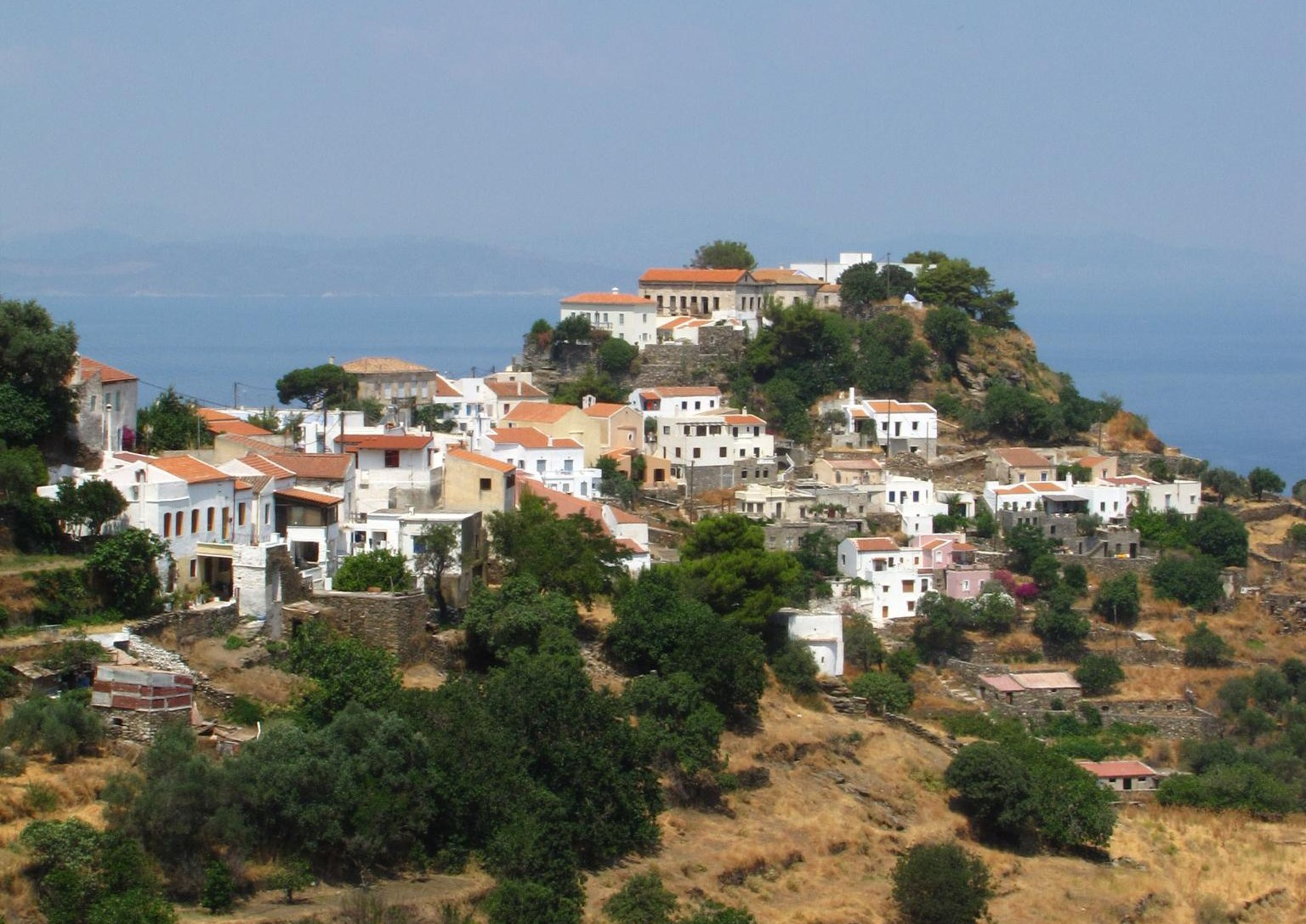
Iulis, en l'illa de Kea.
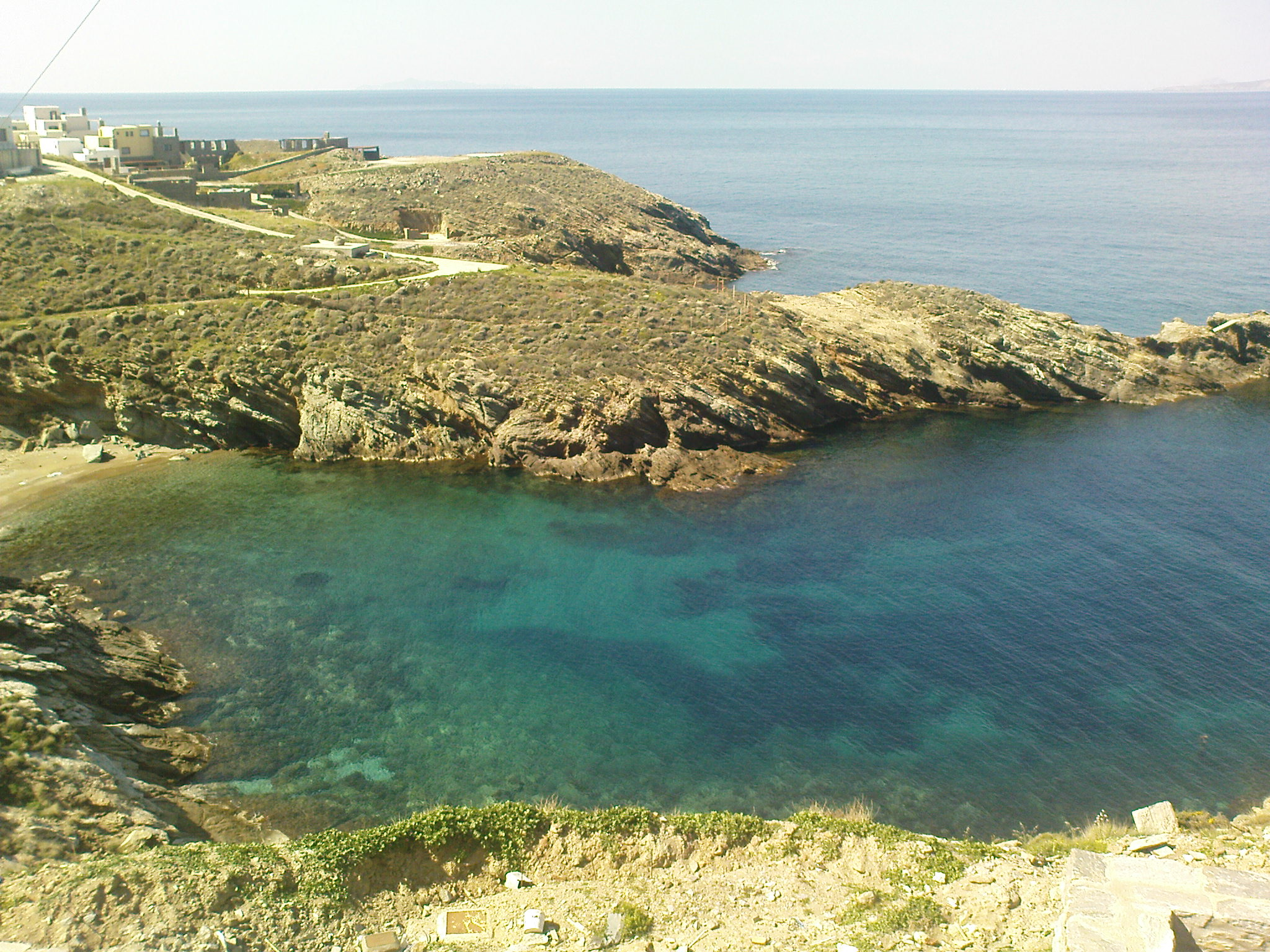
Una platja de Kea.
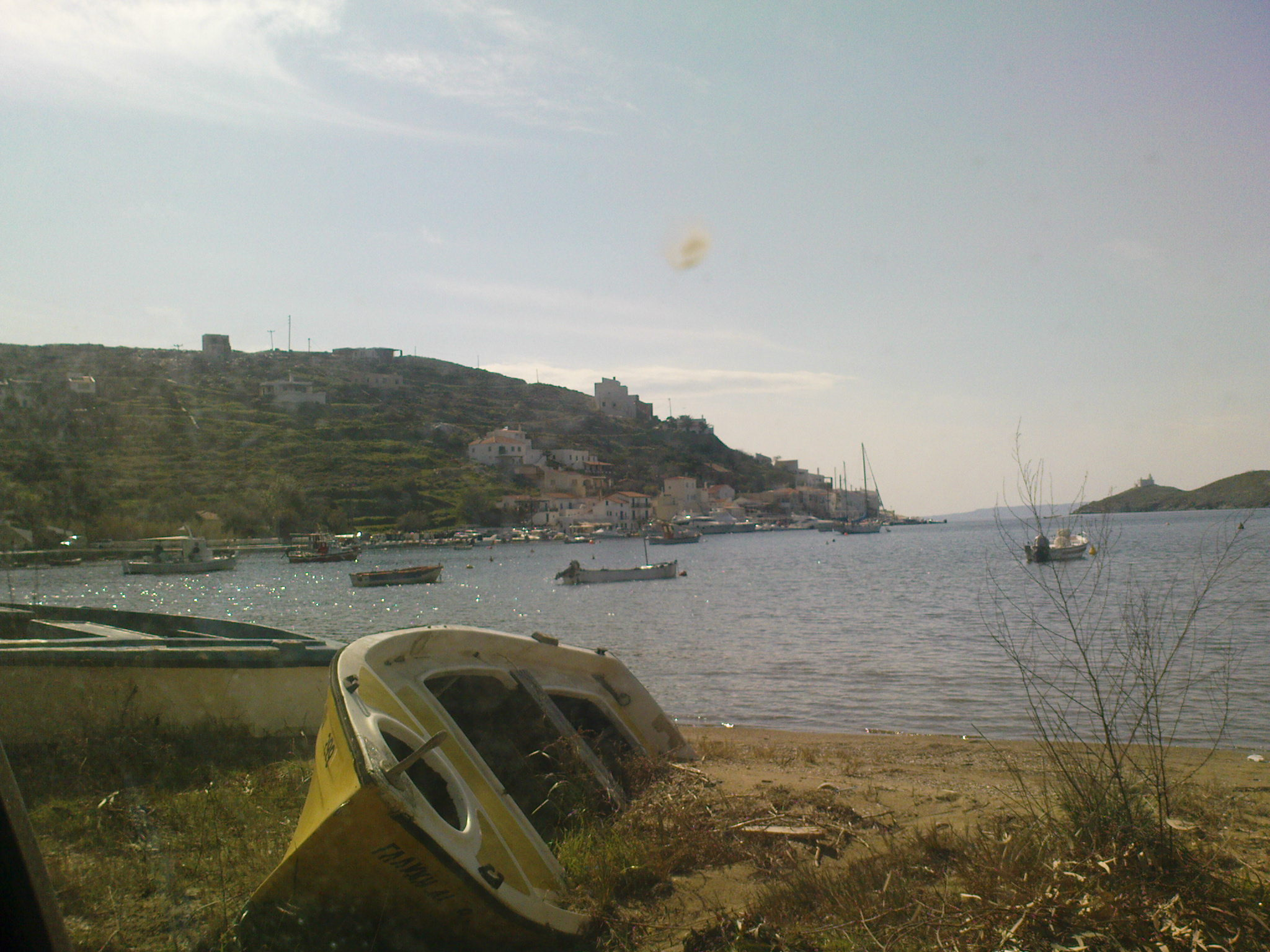
Port principal de Kea.
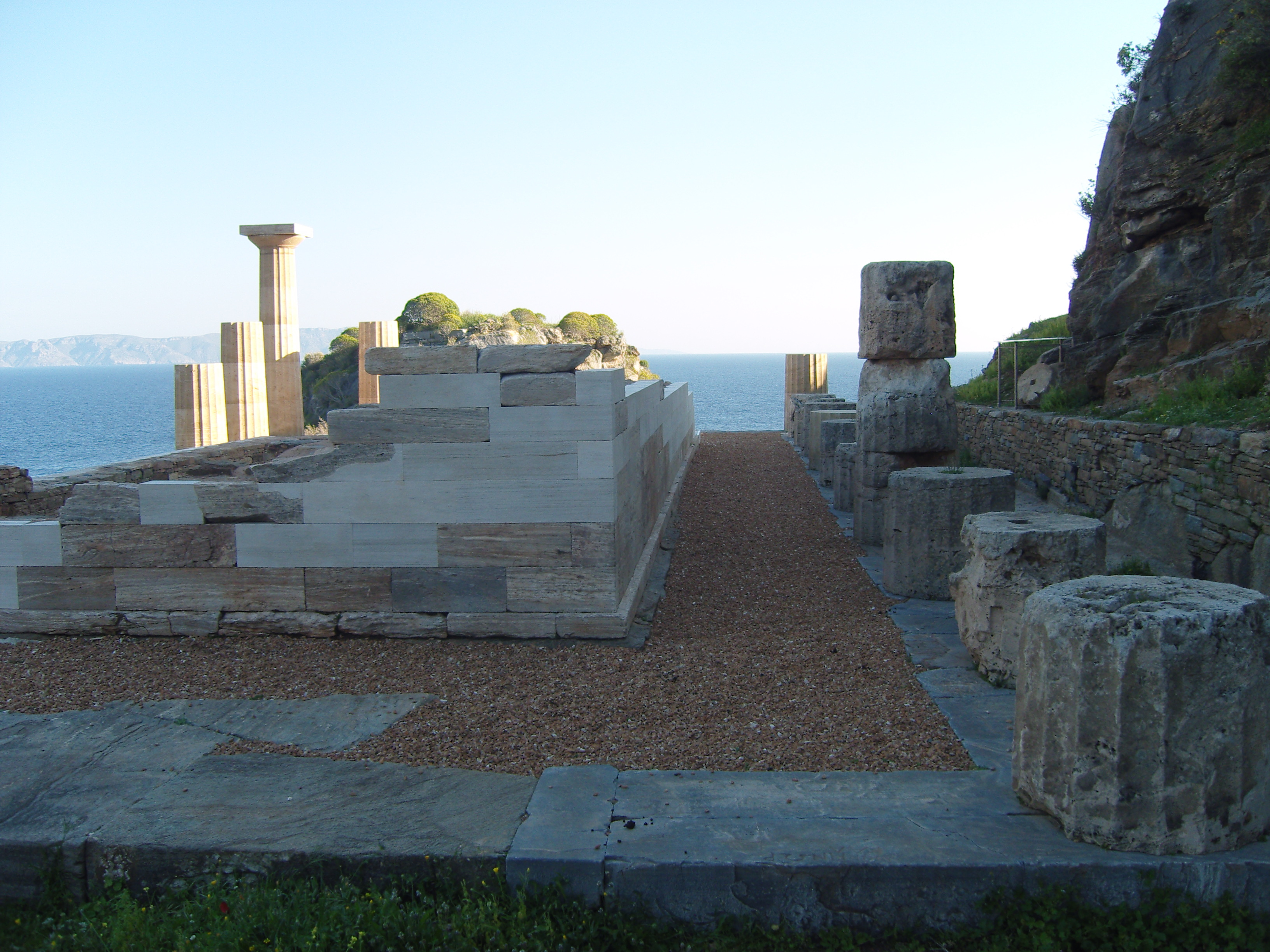
Temple dedicat a la deessa Atena, en Kea.